# 中國傳統音樂

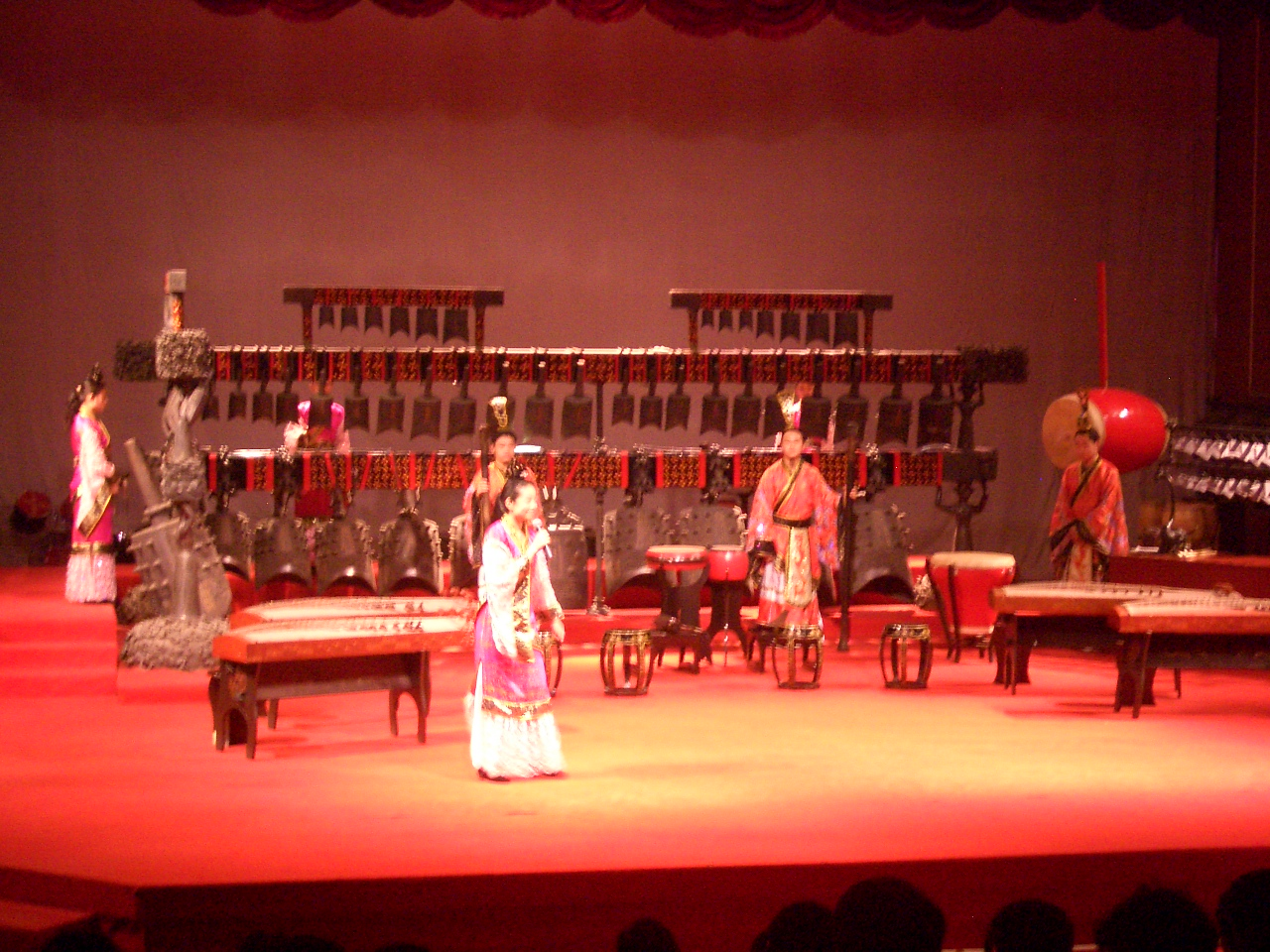
編鐘樂

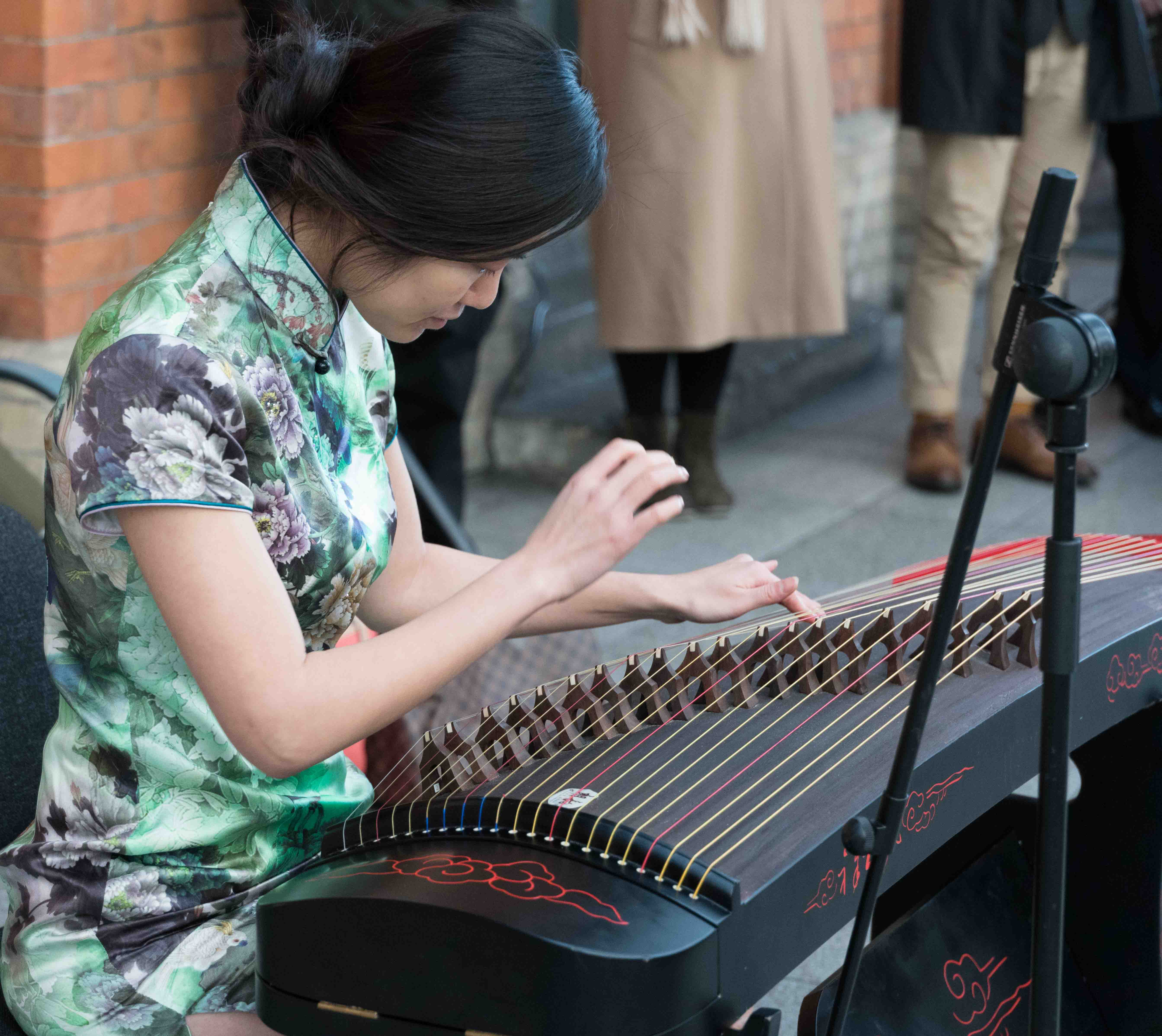
古箏

中國傳統音樂通常泛指形成於清代以前的中國、並傳承至今的的各種音樂。從音樂的表現形態來看，可分為合奏器樂、獨奏器樂、戲曲音樂、歌舞音樂、說唱音樂、歌樂、宗教音樂等等 ，為較常見的分類方式。此外亦有按社會層面所作的劃分，如文人音樂、民間音樂、仕紳音樂、宮廷音樂，較適用於考察音樂的傳播發展。

## 合奏器樂
春秋時代的孔子曾論及音樂的合奏：「樂其可知也，始作，翕如也；從之，純如也，皦如也，繹如也，以成。」點出了理想合樂的幾個美學特徵，這在現今的傳統合奏樂種仍可見到，其講究演奏者間的相互協調，且一方面利用樂器間的音色差、時間差、旋律差，突顯出各樂器的主體性（皦如也），另一方面以“相生”概念相互交融（繹如也）。特別是一些古老的樂種，更形成了各樂器在合奏中的專有定位，並有與之相應的合奏法則。

### 絲竹樂
- 絃管：現今於中國大陸稱福建泉州南音，臺灣稱南管，東南亞則稱南樂[14]，匯聚了漢魏以來的古樂遺風[15]，素有千載清音的美譽[16]。其明刊曲簿中的不少曲目，至今依舊盛行[17]。咸豐年間的《文煥堂初刻指譜》[18]已出現了南管重要的三十六套「指」[19]和十二套「譜」[20]，包含著名的四大譜《四時景》、《梅花操》、《走馬》（八骏马）、《百鳥歸巢》[21]。

- 潮州弦詩：以弦樂器演奏古詩譜而得名[22]，然亦使用吹奏樂器[23]。音律特殊而有獨特韻味[24]。傳統曲目十大套至清代開始定型[25][26]，如《寒鴉戲水》、《昭君怨》等。

清末民初形成的絲竹樂，則有江南絲竹、廣東音樂等。

### 絃索樂
絃索樂是指全為弦樂器的合奏形式，包含弓弦類樂器與彈撥類樂器。
- 絃索十三套：為清代《弦索備考》中的十三套樂曲[30][31]。當時的愛新覺羅皇室，將學習北方弦索樂當作子女修養的一部分，《弦索備考》就是在這樣的背景下，匯編當時的著名古曲而成[32]。其中的《松青夜遊》與南管的《八面金钱经》（八展舞）有極為相似的樂段[33]。但其音樂傳承曾近乎中斷，現今即便完全依據樂譜演奏，仍有風格還原度的問題[34]。

清末民初形成的絃索樂，則有潮州細樂、山東碰八板等。

### 吹打樂
吹打樂是指使用吹奏樂器和打擊樂器的合奏形式
。
- 智化寺京音樂[39]：是少有的按代傳襲樂種[40]，來自智化寺建立之初（明代正統九年）從宮廷傳入的音樂[41]，由歷代僧人傳習至今[42]。其傳承一般只收十二歲以下的童僧學習，並經過至少七年的嚴格訓練[43][44]。樂器的編制寓有象徵性意義，在吹奏樂器中，「管」為樂隊的主軸，講究樸素、禪韻，「笛」與之成對比，以活潑流麗的樂音穿插其中，「笙」則於兩者之間扮演調和的角色[45]。現存最早的曲譜抄本為康熙年間的《音樂腔譜》[46]，包含四十八首曲牌和由其構成的五套中堂曲[47]，中堂曲有《錦堂月》、《晝錦堂》、《西文經》、《點絳唇》、《望吾鄉》（以身部的第一首曲牌命名）[48]。

- 西安鼓樂[49]：或稱西安城隍廟鼓樂[50]，流行於西安地區，多於鄉會、廟會場合演奏，演奏者來自各村鎮的鼓樂社和僧、道樂隊等[51]。存有清雍正年間的曲譜抄本[52]。西安鼓樂中有種大型曲目稱為“大樂”，被認為有悠久的歷史和嚴謹的結構，然而具體的演奏已失傳，僅保存於樂譜中[53]。

其他民國前形成的吹打樂，則有山西八大套（晉北笙管樂）、河北笙管樂（音樂會）、泉州籠吹等。此外還有一些近代劃分出來的吹打樂。

## 獨奏器樂
傳統音樂中的樂器大多歸屬於某一合奏樂種，只有少數如古琴、琵琶、箏等，在文人群中形成特定的獨奏器樂，且與一般舞台表演的獨奏有不同意涵。漢族傳統音樂多重視自娛性，除了體現於以樂會友的樂館活動或雅集外，在獨奏樂中更突顯為一種自身的修養，成為了文人音樂的主要特色。
- 古琴：具有悠久的歷史，居四藝之首，被歷代文人所推崇[69]。在音樂表現上，側重音色的變化[70]，有相當豐富、細微的指法[71]。自漢代以來，累積了大量的古琴文獻[72]，含古琴專論與琴譜。著名曲目如《廣陵散》、《流水》、《瀟湘水雲》、《梅花三弄》、《憶故人》、《陽關三疊》等。
- 琵琶：琵琶藝術於唐代已高度發展[73]，當時是橫抱、用撥子彈奏[74]，之後才以手彈為主[75]，並發展出豎彈方式[76]。現存古譜除少量唐代樂譜外，大多為清中葉以後的傳譜。清代華秋蘋所編的《琵琶譜》有現今常見的琵琶獨奏曲目[77]，文曲如《月兒高》[78]，武曲如《十面埋伏》、《霸王卸甲》[79]。

此外是近代發展起來的獨奏器樂（參見中國樂器列表）。

## 戲曲音樂
戲曲是世界音樂中相當獨特的形式，高度融合了多種藝術元素，特別是其歌、舞、詩、劇渾然一體
，有「無聲不歌，無動不舞」之形容。以寫意、抒情為其傳統的藝術特質。在眾多劇種中，被認為是傳統戲曲的代表者有：
- 崑曲：有“百戲之祖”之稱，由文人精心創作，為雅化劇種的代表[87]，亦是戲曲「無聲不歌、無動不舞」的最高典範[88]。有雅集清唱和彩扮演出兩種形式，兩者並行不悖、相輔相成[89]。經典劇目如明代湯顯祖的《牡丹亭》，和清代洪昇的《長生殿》、孔尚任的《桃花扇》等[90]。前兩者之現存全本曲譜，最早刊於乾隆年間的《吟香堂曲譜》[91][92]。其不久之後刊行的《納書楹曲譜》內容更為豐富，除了涵蓋《吟香堂曲譜》的大部分內容，還囊括了湯顯祖的玉茗堂四夢[93]，是影響力較大的重要崑曲刊本[94]。

- 京劇：正式形成大約是在清道光之後[95]，吸收了眾多劇種特點而成[96]。其音樂部分，大多出自崑曲，直接繼承了其古典精華[97]。清末民初譚派唱腔的創立，被認為是京劇藝術確立的標誌之一[98]。之後京劇界人才輩出，使京劇達到了鼎盛[99]。

清末或民初形成的劇種，則有粵劇、豫劇、川劇等。此外是近百年中發展起來的眾多新興劇種。

## 歌舞音樂
- 十二木卡姆[104]：是流傳於新疆維吾爾族地區的十二套經典大型曲目，包含歌唱、器樂、舞蹈。根據維族文獻紀載，十六世紀初葉爾羌汗國的王后阿曼尼莎，邀請宮廷樂師、民間藝人，對「木卡姆」音樂進行大規模的蒐集、整理、加工，使十二木卡姆大致定型。之後靠著口傳心授的方式傳承至今。現今的十二木卡姆，每一套皆分成三個部分：瓊拉克曼、達斯坦、麥西熱普。其中的瓊拉克曼，被認為有較為悠久的歷史和較高的藝術性。

## 宗教音樂

### 佛教
佛教音樂依樂器形式可分為梵唄（聲樂）、器樂（以管樂或管弦樂為主）、法器（打擊樂）。梵唄的主要四種類型為贊、偈、咒、文。這些多樣的聲、器樂應用於佛教中的各種法事，如普濟法事中的「放焰口」，為結構較完整、音樂性較多的一套禮儀形式。
- 智化寺京音樂：包含梵唄、器樂、法器三部分，但其器樂特別突出，樂僧可以掌握許多大型器樂套曲演奏，是狹義的京音樂所指（參見合奏器樂）[108]。佛教音樂的梵唄曲目大部分來自“十大韻”曲，而現存對十大韻最早的完整記載，即出自京音樂的清代抄本《成壽寺舊譜》[109]。
- 五台山佛教音樂：五台山為眾多佛寺聚集的佛教聖地，其音樂被認為是北方佛樂的代表[110]，存有清末宣統的譜本[111]、民初的抄本等[112]。曾因文革衝擊而瀕臨絕跡，依靠少數僅存之技藝嫻熟的樂僧傳承下來[113]。
- 開封大相國寺音樂：存有清代曲譜抄本，含梵唄、器樂、法器譜[114]。然而近代曾遭受嚴重破壞[115]，至今尚有傳承、復原程度的問題[116]。

### 道教
道教音樂主要指道教科儀活動中使用的音樂，稱為科儀音樂，也稱齋醮音樂或道場音樂
。現存樂譜，最早有北宋末年所制的《玉音法事》，含五十首道曲，但其記譜方式特殊，尚難解讀
。明成祖時制成的《大明御制玄教樂章》，有用工尺譜符號紀錄音高，但無板眼
。清代有全真派的《重刊道藏輯要全真正韻》，雖無工尺字，但全真十方叢林都沿用這一範本至今
。此外還有一些尚未定論的道教相關音樂。

## 祭祀音樂
- 祭孔禮樂[122]：於宋代開始定型，現存有宋、明、清之樂譜。因各代不相沿襲，所以宋譜與明、清樂譜有截然不同的風格。清代頒定的祭孔禮樂，基本上沿用至今，如曲阜、瀏陽文廟，皆沿用乾隆八年頒布的“闕里文廟及府州縣學用祀孔樂章”，分為六個部分：迎神（昭平之章）、初獻（宣平之章）、亞獻（秩平之章）、終獻（敘平之章）、徹饌（懿平之章）、送神（德平之章）。

## 延伸閱讀
- 日本傳統音樂
- 越南音樂
- 中樂團